# Robert Wadlow
Robert Pershing Wadlow (n. 22 februarie 1918 la Alton, Illinois - d. 15 iulie 1940 la Manistee, Michigan), cunoscut și ca Gigantul din Illinois, a fost cel mai înalt om din lume care a fost atestat documentar.
Înainte de a muri, a ajuns la o înălțime de 2,72 m și o greutate de 199 kg.
Mărimea sa neobișnuită s-a datorat unei hiperplazii a hipofizei care a condus la un nivel înalt de secreție al hormonului de creștere (somatotropină) una din cele mai rare boli din lume.
S-a născut într-o familie care mai avea patru copii, el fiind cel mai mare.
După absolvirea școlii elementare din orașul natal, intră la Shurtleff College cu intenția de a studia dreptul.
Devine celebru după 1936 prin intermediul trupei de circ Ringling Brothers Circus.
La 5 ani măsura 1.63,iar la 13 ani a devenit cel mai înalt copil cercetaș din lume,având nevoie de un costum special,dar și de un echipament adaptat la înălțimea sa.
În 1939 îl depășește pe John Rogan, care pe atunci era considerat cel mai înalt om din lume.
A murit din cauza unei parazitoze la numai 22 de ani.